# 思戛法
思戛法（Hso Kap Hpa；—1379年），中国史籍《百夷传》作昭肖发，《滇考》作昭省。麓川君主，思可法次子，前任麓川君主思秀法之叔，思氏王朝第四代君主（另说第三代）。

## 生平
前任麓川君主思秀法在执政期内不得民心，遭百姓官员咒骂。1378年，思秀法的叔父思戛法一怒之下杀死思秀法，篡夺麓川君位。但是思戛法治国同样不得民心，重蹈思秀法覆辙，执政仅一年，百姓造反，杀害思戛法，拥立思可法三子思瓦法为君主:60。

### 其它记载
《嘿勐咕勐》记载，思并法去世后，王位本来将由长子思秀法继承，但是叔父思戛法篡夺王位，思秀法流亡缅甸。思戛法统治残暴，在位八个月暴卒，麓川大臣迎接思秀法回国继承王位:88。